# Tuhkana järv
Tuhkana järv (järv = See) ist ein See in der Landgemeinde Saaremaa im Kreis Saare auf der größten estnischen Insel Saaremaa.
Der 2,5 Hektar große See liegt 1,5 Kilometer vom nächsten Ort Murika und 200 Meter von der Ostsee entfernt. Er wird nicht öffentlich genutzt und steht unter Naturschutz.